# 14.º Regimiento Aéreo
El 14.º Regimiento Aéreo (14. Flieger-Regiment) fue una unidad de la Luftwaffe de la Alemania nazi.

## Historia
Fue formado el 16 de agosto de 1942, a partir del 13.º Regimiento de Instrucción Aérea. En septiembre de 1942 es redesignado como 4ª División de Campaña de la Luftwaffe.